# Mały Lipnik
Mały Lipnik (słow. Malý Lipník, węg. Kishárs) – wieś (obec) na Słowacji w kraju preszowskim, powiecie Lubowla. Pierwsza wzmianka pisemna o miejscowości pochodzi z roku 1715, jednak powstała ona znacznie wcześniej – pod koniec XIV wieku.